# SK Hakoah
SK Hakoah var en fotbollsklubb från Malmö som grundades 29 december 1932 av judiska immigranter, efter ett möte på Café Triangeln.  Klubben var Sveriges första fotbollslag grundat av invandrare. Från början var det enbart personer med judiskt påbrå som spelade för klubben, men med tiden förändrades det och alla välkomnades. 2013 meddelade Hakoah att fotbollssektionen skulle läggas ner. Klubben har dock fortfarande kvar sin sektion inom bridge.